# Chronica Gallica z 452 roku
Chronica Gallica 452 - źródło historyczne napisane w formie rocznika, wywodzące się z późnej starożytności. Jest to najstarsze zachowane dzieło historyczne, pochodzące z Galii. Treść kroniki skupia się przede wszystkim na dziejach Galii w IV i V wieku. Autor kroniki jest nieznany, podobnie jak miejsce pochodzenia, choć najprawdopodobniej była nimi Dolina Rodanu, lub Marsylia. Kronika rozpoczyna się od roku 379, czyli od początku panowania Teodozjusza I, a kończy na ataku Attyli na Italię w 452 roku. Chronica Gallica zawiera również unikatowe informacje na temat zajęcia celtyckiej Brytanii przez Anglów, Sasów i Jutów. Galijski kronikarz zanotował pod 442 rokiem: Brytania, która doznała w tym czasie przeróżnych klęsk i nieszczęść, została opanowana przez Sasów (Brittanniae usque ad hoc tempus variis cladibus eventibusque latae in dicionem Saxonum rediguntur). Jest to jedyne źródło wzmiankujące obecność plemion anglosaskich w Brytanii z V wieku. Następne napisane przez Prokopa w dziele De bellis (Historia wojen) i Gildasa w De Excidio et Conquestu Britanniae (O zniszczeniu i podboju Brytanii) są o sto lat młodsze.